# 张旭东 (上将)
张旭东（1962年11月—2021年10月1日），河北迁安人，中国人民解放军上将。

## 生平
张旭东曾长期在中国人民解放军沈阳军区服役，历任陆军第三十九集团军师长、陆军第三十九集团军参谋长。2014年初，接替潘良时升任陆军第三十九集团军军长。2016年冬季将领调整中，接替史鲁泽少将升任中国人民解放军中部战区副司令员兼中部战区陆军司令员。2017年12月，免兼中部战区陆军司令员。2019年10月1日，担任庆祝中华人民共和国成立70周年大会阅兵仪式副总指挥，期间宣布分列式开始。2020年12月，任西部战区司令员。半年之后，因病重不能主持工作，被免去西部战区司令员职务（由西部战区陆军司令员徐起零接替），改任中央军委战略规划委员会专职委员。
2012年7月晋升少将军衔。2018年7月，晋升中将军衔。2020年12月晋升上将军衔。
2021年10月1日于北京病逝。